# Dacia
Automobile Dacia S.A. mais conhecida como Dacia (em pronuncia romena: [datʃi.a]) é uma empresa automobilística romena, fundada em 1966. Pertence ao Grupo Renault. O nome tem origem na região onde atualmente se encontra a Roménia, que era ocupada pelos dácios, o povo da Dácia.

## História
A Dacia surgiu oficialmente sob o nome Uzina de Autoturisme Piteşti (UAP), em 1966, com sua fábrica sendo construída em Mioveni, próximo a Piteşti, na Roménia.
Inicialmente, a Dacia adquiriu o ferramental e os desenhos básicos do modelo Renault 12, produzindo como o Dacia 1300 (nos mercados de exportação era conhecido como Dacia Denem). Pequenas mudanças estéticas foram feitas em poucos anos, em um esforço para aumentar o interesse do público em comprar um modelo mais recente, mas as principais características de design do carro ainda continuavam sem mudanças, tornando-o desatualizado. O Dacia 1300 chegou a ser produzido em versões hatchback, sedã e perua.
Durante o período comunista, a Dacia possuía duas linhas de montagem paralelas: uma linha produziu o Dacia para o mercado romeno e outra linha produziu o mesmo carro, mas com elementos de melhor qualidade e melhor montado, destinado ao mercado de exportação. Era muito comum romenos que moravam na fronteira com a Hungria comprarem os modelos de exportação e voltarem para a Romênia os dirigindo. 
O primeiro acordo com a Renault data de 1966 e foi celebrado com o objetivo de produzir o R16 que, apesar de tudo, acabou não indo adiante. Desta forma, o primeiro modelo produzido pela marca Romena acabou sendo o Dacia 1100 em 1968. Este modelo era muito semelhante ao Renault 8 uma vez que a empresa fabricava veículos Renault sob licença. Até 1972 venderam-se cerca de 44 000 unidades do Dacia 1100.
Na década de 80 surgiram inúmeros protótipos assim como variantes do Dacia 1310. Em 1990 foi feito um esforço para atualizar o design dos automóveis Dacia, o que levou ao lançamento de um novo modelo, o Dacia Nova. Apesar do esforço este modelo deixava ainda muito a desejar no que ao design dizia respeito. Com a entrada da Romênia na União Europeia todas as linhas de montagem foram renovadas e ampliadas.
Após quase 30 anos de cooperação com Dacia, que fabricava veículos Renault sob licença, o Grupo Renault adquiriu em 1999, 51% no capital do fabricante romeno. Esta participação foi aumentada progressivamente para atingir 99,3% do capital em 2004.
Com a aquisição, a Renault reforçou assim a sua presença no mercado automobilístico e contribuiu para atingir o objetivo de 4 milhões de veículos vendidos em 2010.
O grupo Renault realizou 489 milhões de euros de investimento nestes últimos 5 anos para a modernização da Dacia, tendo como principais objetivos, a melhoria profunda da qualidade, formação do pessoal, etc.. Estes investimentos contribuíram nomeadamente para inaugurar novas linhas de montagem (motores e caixas de velocidade Renault), renovar as construções e renovar o equipamento informático.

## Modelos
- Dacia 1300, um dos primeiros modelos da montadora, baseado no Renault 12.Dacia 1100 (1968-1971)

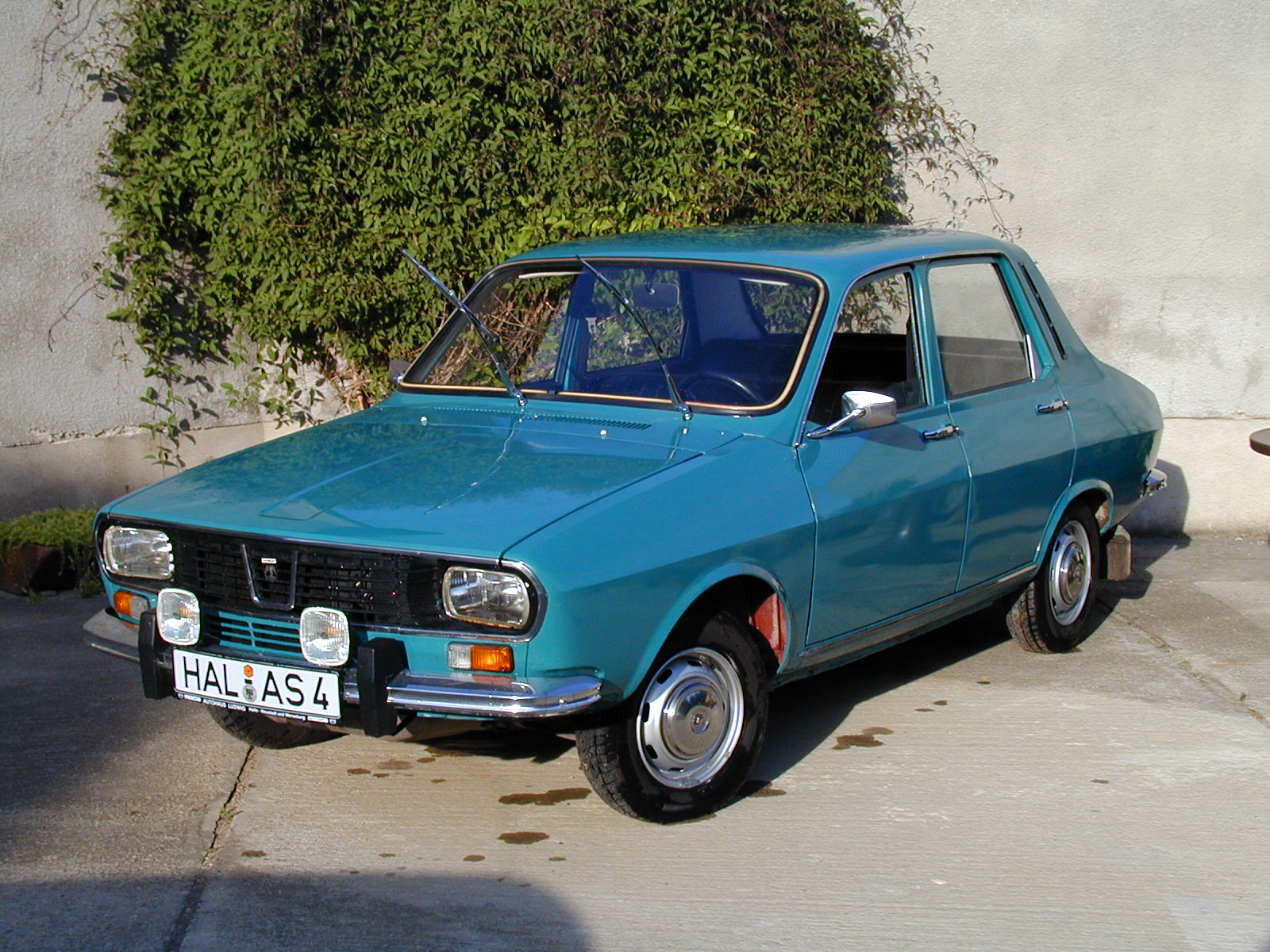
Dacia 1300, um dos primeiros modelos da montadora, baseado no Renault 12.

- Dacia 1300 (1969-1983) / Dacia Denem (no Reino Unido), com base no Renault 12.
- Dacia 1310 (1983-2004)
- Dacia 2000
- Dacia Duster / ARO 10 (1985 - 2005)
- Dacia 500 (Lăstun) (-1989)
- Dacia Brasovia coupè (protótipo)
- Dacia Gamma
- Dacia Jumbo Highrise van(protótipo)
- Dacia Liberta Hatchback
- Dacia Nova Minivan (prototype only)

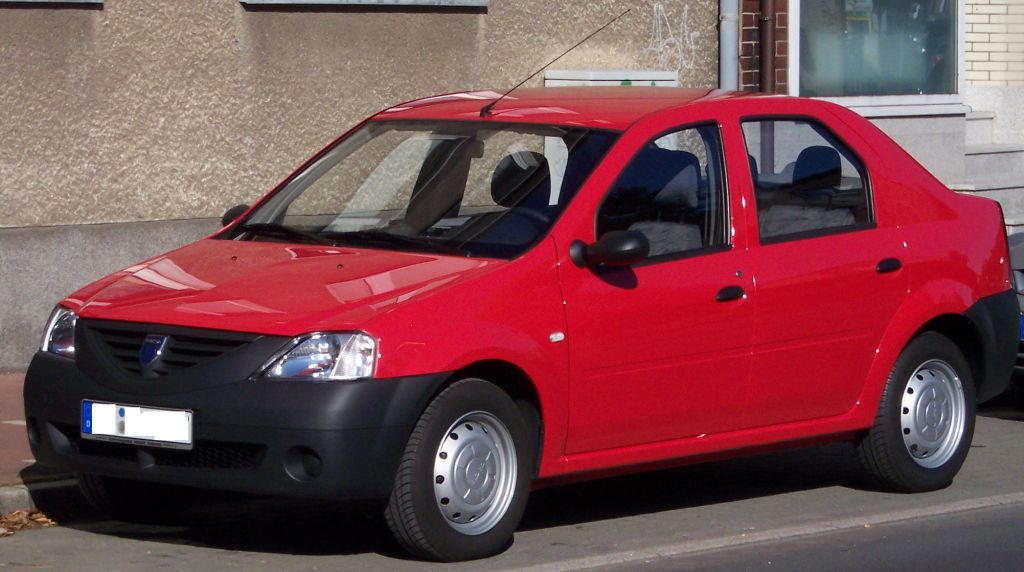
Dacia Logan, modelo sedã da montadora, já sob o controle da Renault.

- Dacia Nova (1995-2000) - (baseado no Peugeot 309)
- Dacia SuperNova (2000-2003)
- Dacia Solenza (2003-2005)
- Dacia Logan (2004-presente) - ( hoje chamado "Noul Logan" )
- Dacia Logan MCV (2006-presente)
- Dacia Sandero (2007-presente)
- Dacia Duster (2010-presente)
- Dacia Lodgy
- Dacia Dokker VAN
- Dacia Dokker